# بوب جازيو
بوب جازيو (بالإنجليزية: Bob Gasio) (مواليد 8 فبراير 1966) هو ملاكم من ساموا، مثّل بلاده في الألعاب الأولمبية الصيفية 1996.

## روابط خارجية
بوب جازيو على موقع بوكس ريك (الإنجليزية) (registration required)
- بوب جازيو على موقع اللجنة الأولمبية الدولية (الإنجليزية)
- بوب جازيو على موقع أوليمبيديا (الإنجليزية)
- بوب جازيو على موقع اتحاد ألعاب الكومنولث (مؤرشف) (الإنجليزية)